# Marchesato di Petrella
Il marchesato di Petrella, feudo imperiale (1456-1806), occupava la parte nord-occidentale dell'attuale Valtiberina umbra, a ridosso del Granducato di Toscana.

## Il borgo di Petrella
Il piccolissimo borgo di Petrella (ora Petrelle, nel territorio di Città di Castello, in provincia di Perugia) a 287 metri di altitudine  fu sede di un antico marchesato che eccezionalmente ebbe una lunga e autonoma vita fino all'applicazione delle norme del codice napoleonico (1º luglio 1805) sulla soppressione del feudalesimo.
Costeggiando il Tevere, tra Umbertide e Trestina, la strada per Castiglion Fiorentino conduce a Petrella. Il paese era sito a due chilometri dal confine con il Granducato di Toscana, mentre sugli altri versanti era stretto dallo Stato Pontificio.
Subito dopo la curva costeggiante il torrente Minima (affluente del Tevere) si erge la casa canonica e la chiesa di Santa Maria del Borgo, fatta costruire nel 1591 dal marchese Lancillotto, per custodirvi un venerato simulacro, che istituì un beneficio semplice. Davanti a un piccolo ponte sul rio si allineano su un piazzale case ed edifici di fattura medievale che costituiscono il paesello. Si prosegue e, in un paesaggio caratterizzato da fitta vegetazione e fertile pianura, si eleva, a destra il castello dei Bourbon, cinto da boscaglia, sede fino al 1806 del marchese reggente di Petrella e tuttora abitato dai discendenti. Il mastio e le pertinenze servivano da sicuri rifugi per i villani in caso di assedio; la chiesa rappresentava un punto di contatto con loro; la piazzetta assumeva il ruolo di significativo perno di aggregazione sociale e negli edifici più grandi veniva amministrato il potere; la popolazione viveva soprattutto del lavoro dei campi, dell'artigianato e dell'allevamento del bestiame.

## Il castello dei Bourbon
L'edificio è costituito da due prospetti a doppi piani, con un corpo centrale, vigilati da una coppia di torri, di cui una più alta e fortificata. Attenti restauri sono stati attuati in tempi recenti. Si trova al centro di una tenuta agricola ed è circondato da una teoria di alberi. L'interno racchiude un interessante piano nobile, con ricca biblioteca e salone di rappresentanza: i locali dove il vicario del feudatario amministrava i poteri giurisdizionali si trovavano nel piano inferiore. Interessante la cappella gentilizia – qui il marchese prestava giuramento, ripetuto poi davanti al popolo nella chiesetta del borgo –, come pure le prigioni nei sotterranei.
Il maniero, costruito dopo il IX secolo, apparteneva a Palmiero e ai figli Gualfreduccio, Bartolo e Nicola. Nel 1329 il complesso subì ingenti danni ad opera dei guelfi. Nel 1386 il comune di Città di Castello, per favorirne la rinascita, esentò dai dazi gli abitanti del paese e ne affidò la custodia a Ranieri – dal 1456 primo marchese reggente definitivo di Petrella –, con l'onere di pagare 1000 fiorini d'oro e i balzelli annuali. Considerevoli lesioni furono ancora prodotte al castello dalle truppe pontificie in occasione della guerra di Castro (1641-44), per rappresaglia nei confronti dei Bourbon, schieratisi con i de' Medici.

## Gli stemmi dei Bourbon di Petrella
Nel Trecento i Bourbon di Petrella e gli altri rami adoperavano nello stemma il leone turchino - concesso da Federico II di Svevia - col piede sinistro su sei monticelli e col martello tra gli artigli, e con un campo di gigli con banda con tre martelli. L'insieme traversato da un rastrello. In seguito, ciascuna linea Bourbon (Santa Maria, Sorbello e Petrella) personalizzò il blasone finché, il 17 novembre 1751, un'assemblea di famiglia, convocata a Monte Santa Maria, decise che si inalberassero i tre gigli, con la fascia rossa e in campo azzurro.

Lo stemma tradizionale dei Petrella era illustrato nel modo seguente:
 Dopo la delibera di famiglia e, in seguito alle gravi controversie che i Petrella ebbero con gli altri due rami, il marchese Ugolino II decretò - al fine di differenziarsi dalle armi dei suddetti - che il blasone fosse così descritto:
 Si trattava, dunque, di un ritorno al passato, ma con personali aggiornamenti.

## Storia dei Bourbon di Petrella

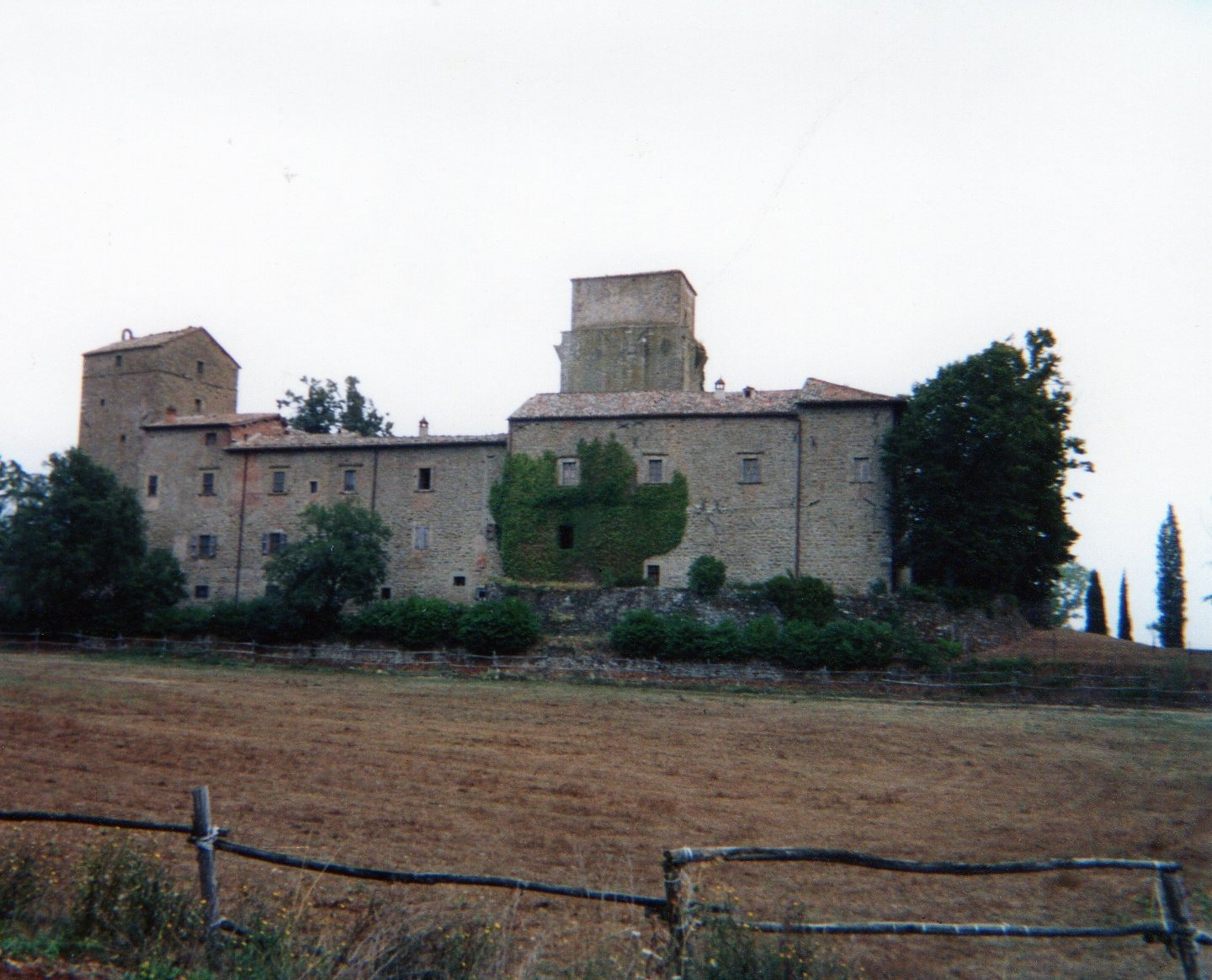
Il castello di Petrella, dopo i restauri

Il capostipite dei Bourbon fu Adalberto il Grande, marchese di Toscana (800), quadrisavolo di Ugo che nel 960 fondò l'abbazia di Petriolo, a sinistra del torrente Nestore. Da suo fratello Guido Fagnino (970) discenderanno i rami Bourbon del Monte Santa Maria, Sorbello e Petrella. In particolare Uguccione II (1146) sarà il progenitore dei Bourbon di Petrella.
Provenivano da Bourbon-l'Archambault (dove tuttora si può vedere il castello, culla ancestrale dei Borbone di Francia, di Spagna, Napoli e Parma) e scesero in Italia in seguito all'occupazione carolingia. Il nome di origine non fu più usato e riapparve dopo l'ascesa al trono francese di Enrico IV.
Il territorio petrellese, dunque, fu un antico possedimento dei Bourbon di Santa Maria che qui inaugurarono una linea sovrana cadetta. L'imperatore Enrico VII, nel 1312, investì il marchese Ghino dei seguenti feudi, per cui il territorio facente capo a Petrella in quel periodo era abbastanza vasto: Collevecchio, Civitella e Petrella, Poggioni, Petriolo, Montecastelli, Verna e Lugnano.
Dal 1456 il marchesato era più piccolo e costituito dal Borgo, Lugnano, Palazzone e Calzolaro. Civitella e Collevecchio furono distrutti, il castello di Pierle annesso a Firenze, Petriolo a Città di Castello.
I marchesi di Petrella potevano parimenti sottoscrivere paci o dichiarare guerra, accreditare e nominare diplomatici, battere moneta (ma lo fece soltanto Monte Santa Maria), avere campo franco nei duelli, imporre o esentare i sudditi dai tributi, esercitare il diritto di vita e di morte sui sottoposti, redigere statuti, ricevere un contributo militare per far sostare truppe straniere, avere proprie milizie e far controllare l'osservanza delle consuetudini e usi locali nelle attività rurali, incamerare un'imposta dai forestieri proprietari di beni nel marchesato. I reggenti godevano, altresì, del mero e misto imperio, intascavano gabelle relative alla vendita dei beni, erano titolari dello jus patronatus sulle chiese, del diritto di esazione per la macellazione, e accoglievano le dichiarazioni fiscali dei capifamiglia. Questi privilegi furono concessi ai Bourbon il 16 maggio 1355, a Pisa, dall'imperatore Carlo IV di Lussemburgo e confermati, nel 1699, da Leopoldo I: saranno esercitati dai marchesi fino all'abolizione della feudalità.
Nel 1616 iniziò una spiacevole disputa da parte dei Bourbon di Santa Maria e Sorbello ai danni del ramo di Petrella. Il cardinale Francesco Maria Bourbon del Monte, spalleggiato da Ludovico III di Sorbello, contestò ai parenti il diritto di fregiarsi del patronimico Bourbon, ratificato da Gregorio XIII. Onorio I di Petrella lottò con tenacia, anche per via giudiziaria, fino alla vittoria. Il marchese fu poi nominato referendario della chiesa di Santa Maria del Borgo e ripristinò gli stemmi sui portoni del castello e dei palazzi di Cortona e di Città di Castello, dove la famiglia alternativamente dimorava. I marchesi di Petrella disponevano di una residenza estiva a Tatti, presso Grosseto, nel granducato di Toscana.
Nel 1746 il vescovo tifernate Ottavio Gasperini ottenne l'approvazione di Ugolino II per istituire a Petrella la Confraternita dei Correttori delle bestemmie. Nel 1758 si verificò, inoltre, una protesta dei petrellesi contro la pesante tutela pontificia, accentuatasi in seguito alla morte di Benedetto XIV. Al contrario di Monte Santa Maria e di Sorbello che avevano stipulato un'accomandigia con Firenze, i Bourbon di Petrella la sottoscrissero con lo Stato della Chiesa.
L'ultima dimora della famiglia marchesale era nella chiesa cortonese di San Francesco, dove tuttora si trovano le tombe dei Petrella, tra cui quelle degli ultimi feudatari Camillo I, Ugolino III e Onorio III, cavalieri dell'Ordine di Santo Stefano. Ai piedi dell'altare maggiore, infatti, una lastra tombale decorata dal contestato stemma indica così la cripta della famiglia:"Sepulchrum gentilitium pervetustae Familiae Marchionum Collis Petrioli et Petrellae".
Il marchesato di Petrella fu assorbito dallo Stato Pontificio, nonostante il Congresso di Vienna, nel 1815, non l'avesse neppure menzionato: Monte Santa Maria e Sorbello, invece, furono incorporati nel Granducato di Toscana. Francesco II d'Asburgo-Lorena aveva, infatti, liquidato il Sacro Romano Impero il 6 agosto 1806.
L'ultimo marchese sovrano Onorio III morì nel 1864: da lui e dalla marchesa Adriana discendono gli attuali Bourbon di Petrella.

## Marchesi reggenti di Petrella (1456-1806)[14]
| N° | Titolo            | Nome                          | Dal  | Al   | Consorte                                                                   |
| 1  | Marchese reggente | Ranieri I Bourbon di Petrella | 1456 | 1488 | Magia                                                                      |
| 2  | Marchese          | Evangelista I                 | 1488 | 1545 | Felice Pontelli                                                            |
| 3  | Marchese          | Lancillotto I                 | 1545 | 1597 | Alessandra Sernini                                                         |
| 4  | Marchese          | Onorio I                      | 1597 | 1631 | Margherita Baldacchini, Tommasa Baldelli (madre di Ugolino I), Maria Spini |
| 5  | Marchese          | Ugolino I                     | 1631 | 1680 | Caterina Venuti                                                            |
| 6  | Marchese          | Onorio II                     | 1680 | 1728 | Margherita Venuti                                                          |
| 7  | Marchese          | Ugolino II                    | 1728 | 1767 | Maria Penelope Laparelli                                                   |
| 8  | Marchese          | Ranieri II                    | 1767 | 1789 | Maria Maddalena Baldelli-Tommasi                                           |
| 9  | Marchese          | Camillo I                     | 1789 | 1791 | Maria Giuseppa Laparelli                                                   |
| 10 | Marchese          | Ugolino III                   | 1791 | 1804 | senza prole                                                                |
| 11 | Marchese          | Onorio III                    | 1804 | 1806 | Adriana Altoviti-Avila                                                     |

## Galleria d'immagini

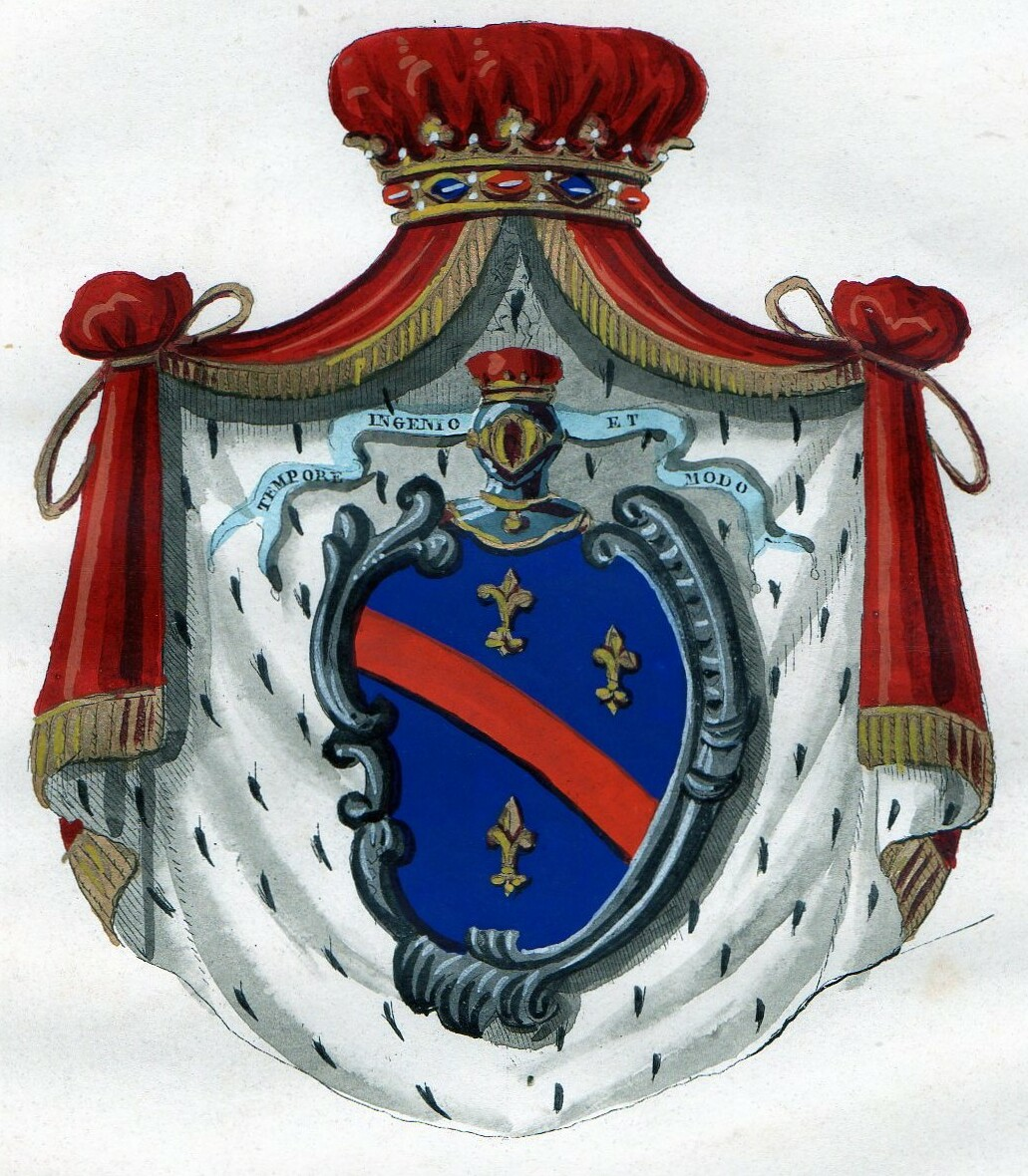
Lo stemma dei Bourbon del Monte
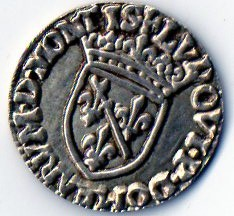
Il fiorino montesco
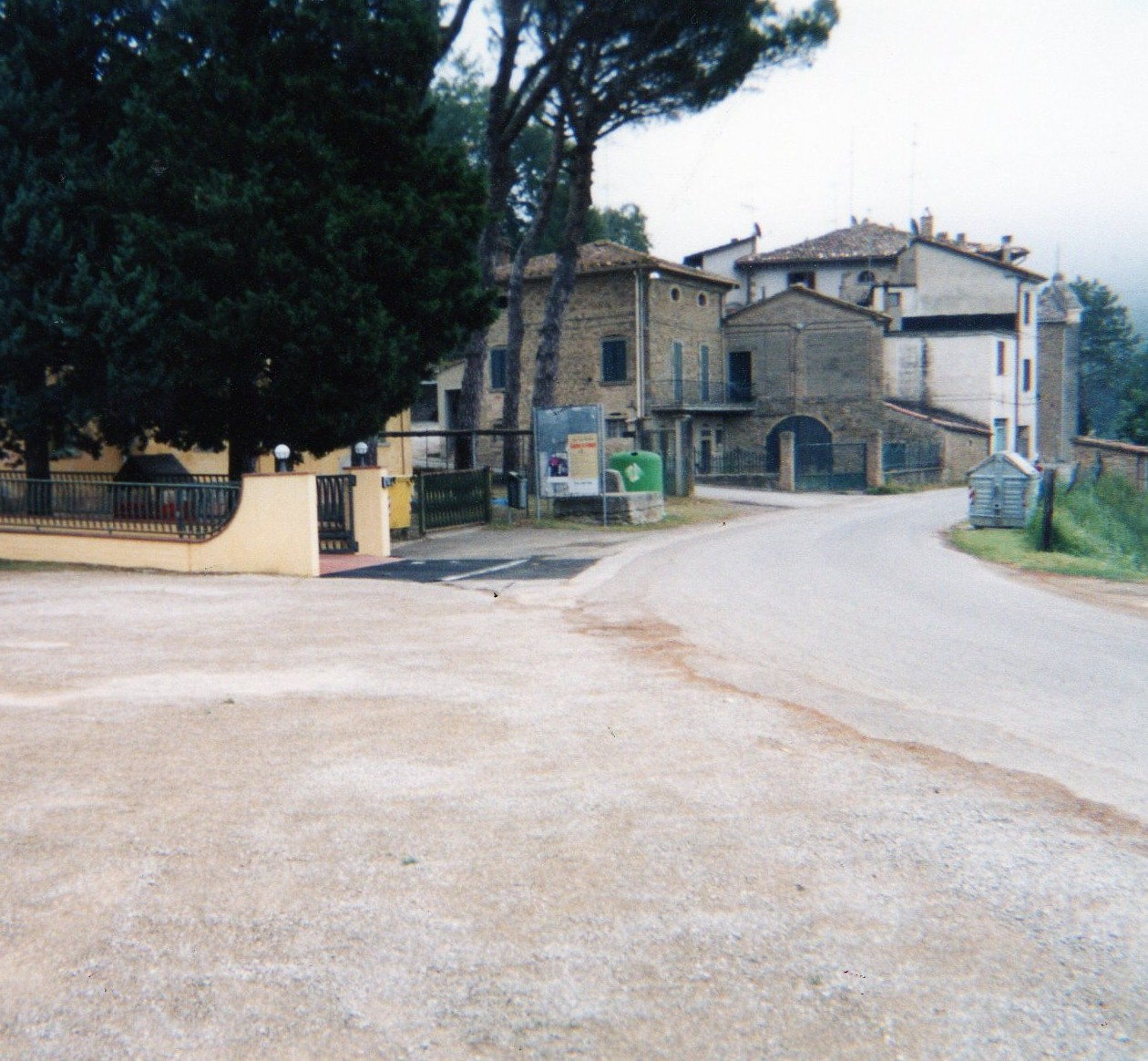
Il borgo di Petrella
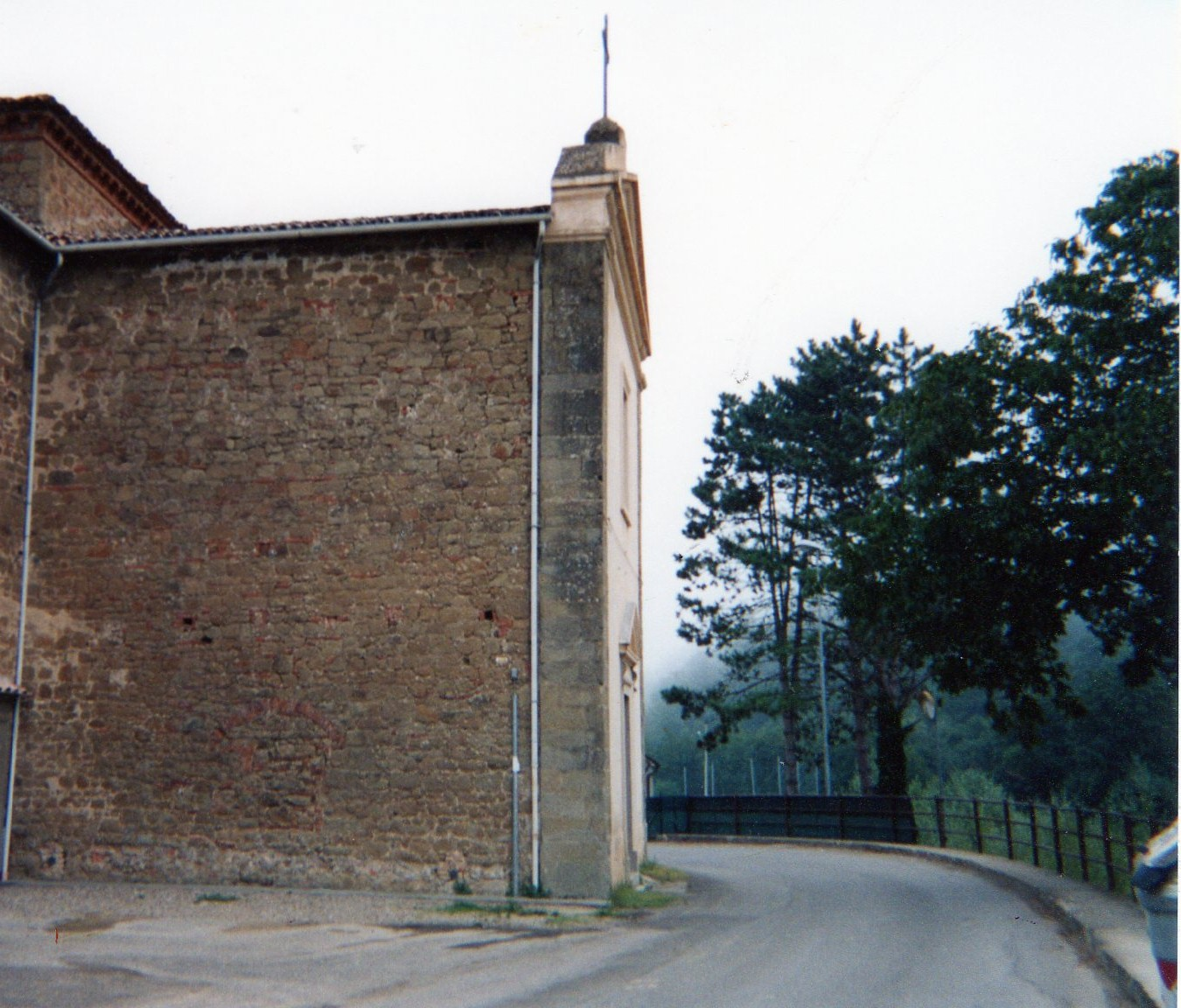
La chiesa di Petrella
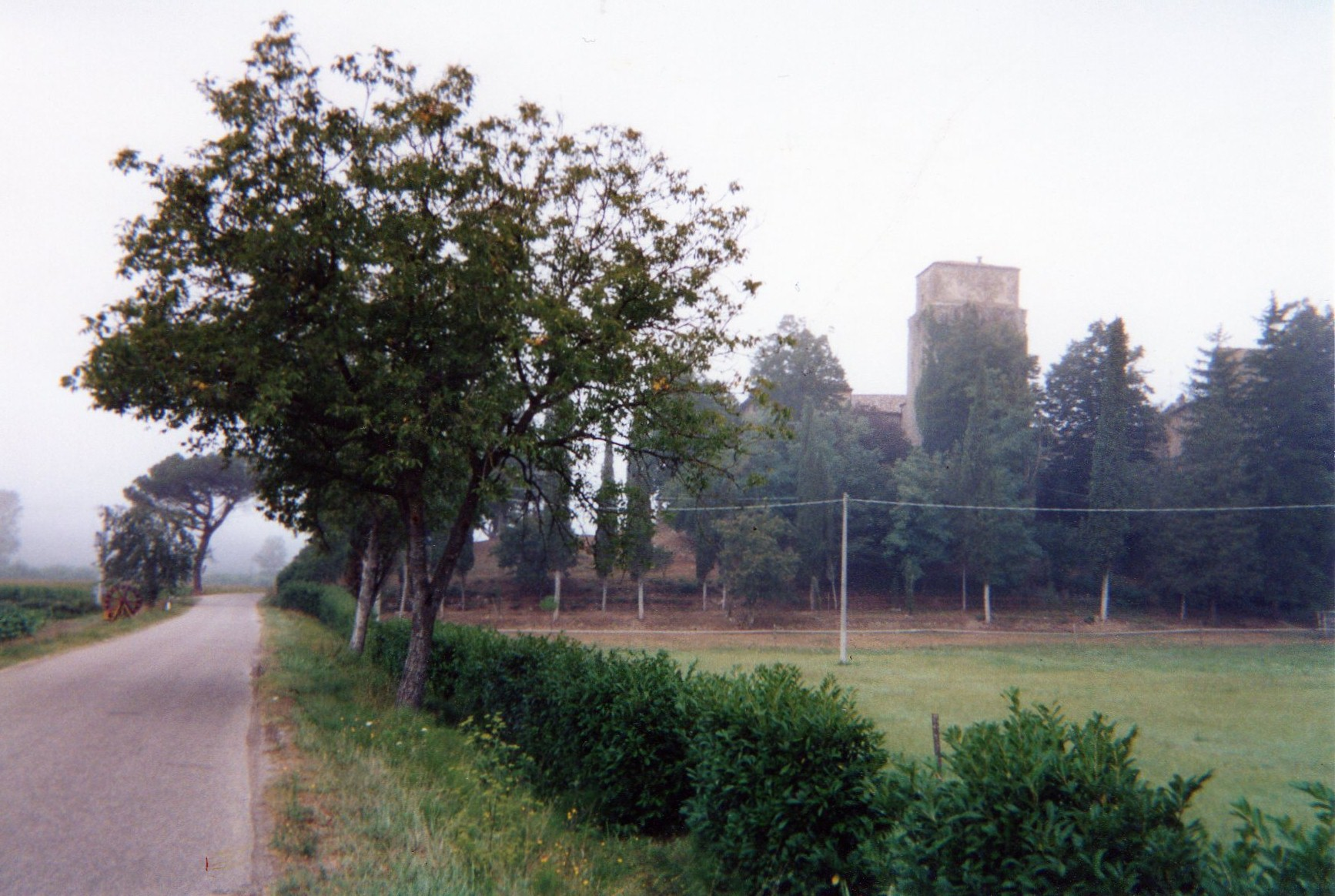
Il castello di Petrella